# Ruth Manorama
Ruth Manorama (ur. 1952 w Madrasie) – indyjska działaczka praw kobiet, laureatka nagrody Right Livelihood w 2006.
Ruth Manorama urodziła się w rodzinie należącej do kasty niedotykalnych. Jej rodzina przeszła na chrześcijaństwo. Manorama zaangażowała się w działalność społeczną na rzecz ludzi wykluczonych ze społeczeństwa – mieszkańców slumsów, pracowników domowych oraz kobiet. W szczególności pracowała na rzecz kobiet z najniższych kast, które zajmują najniższą pozycję w indyjskim społeczeństwie.
Nagrodę Right Livelihood w 2006 otrzymała za "wieloletnie zaangażowanie w dążeniu do równouprawnienia kobiet z kasty dalitów (niedotykalnych), za tworzenie skutecznych i zaangażowanych organizacji kobiecych oraz za pracę na rzecz praw kobiet na forum krajowym i międzynarodowym."